# Отсос
Отсос — приспособление для удаления припоя. Представляет собой вакуумный насос с наконечником для втягивания расплавленного припоя с обрабатываемой поверхности. Обычно используется для демонтажа электронных компонентов.
Простейшие и самые распространённые конструкции основаны на вакуумном насосе в виде подпружиненного поршня с фиксатором его положения во взведённом положении, с наконечником входного канала в виде сужения. Как правило, наконечник сменный и выполнен из фторопласта.  На поршень добавляют штифт, который прочищает канал наконечника от припоя при взведении поршня. Принцип действия: припой на месте пайки расплавляют, подносят взведённый отсос, нажимают на спусковую кнопку фиксатора, пружина выталкивает поршень, перепад давления засасывает припой внутрь, освобождая детали на плате от припоя.
В профессиональных конструкциях отсос снабжают специализированным автоматизированным вакуумным насосом и регулируемым по температуре наконечником для одновременного расплавления и отсасывания припоя.
При демонтаже деталей с использованием отсоса следует обращать внимание на размер дорожек, подходящих к демонтируемой детали.
При работе с тонкими дорожками использование отсоса может привести к их отслоению от платы. В таких случаях вместо отсоса целесообразнее использовать медную оплётку коаксиального кабеля.